# Don Preston
Donald "Don" Ward Preston (Flint, 21 de setembro de 1932) é um músico estadunidense de rock.[carece de fontes?]

## Biografia
Preston nasceu em uma família de músicos em Detroit  e começou a estudar música desde cedo. Seu pai tocava saxofone e trompete e recebera a cadeira de trompete na Orquestra Tommy Dorsey.